# Марчелло Делл'Утрі
Марчелло Делл'Утрі (італ. Marcello Dell’Utri, нар. 11 вересня 1941 року в Палермо) — колишній італійський політик, який здобув сумну славу через свої зв'язки з мафією.

## Біографія
Після завершення класичної середньої освіти (матура) в Палермо, він почав вивчати право в державному університеті в Мілані в 1961 році, де познайомився з Сільвіо Берлусконі. Пропрацювавши кілька років футбольним тренером і спортивним директором у Мілані, Римі та Палермо, він приєднався до Каси ді Ріспарміо делле (італ. Cassa di Risparmio delle Province Siciliane) провінція Сицилія в Катанії в 1970 році. У 1974 році він повернувся до Мілану, де працював у будівельній компанії Берлусконі «Edilnord». Відтоді він завжди був близьким соратником Берлусконі й в 1993 році разом з ним заснував політичний рух «Forza Italia». З 1996 по 2001 рік Делл'Утрі був членом Палати депутатів Італії, з 1999 по 2004 рік — членом Європейського парламенту, а з 2001 по 2013 рік — членом Сенату Італії.

## Судимості за зв'язки з мафією
Делл'Утрі був визнаний винним у першій інстанції 11 грудня 2004 року і засуджений до дев'яти років позбавлення волі. У 2010 році в апеляційному суді другої інстанції термін його ув'язнення був скорочений до семи років. Суд вважав, що він діяв як посередник між «Коза Нострою» і Берлусконі. Пізніше вирок був скасований вищим апеляційним судом. Попередній вирок у два роки й три місяці за податкове шахрайство не був відбутий через його парламентську діяльність.
Через свої зв'язки з мафією Делл'Утрі був знову засуджений до семи років ув'язнення в березні 2013 року. Незадовго до винесення остаточного вироку апеляційним судом, у квітні 2014 року, він переховувався від правосуддя. Після видачі європейського ордера на арешт він був заарештований у Лівані та екстрадований до Італії. Однак у вересні 2021 року його було виправдано. Виправдувальний вирок був підтверджений у вищому апеляційному суді у квітні 2023 року.

## Інше
У своєму заповіті Сильвіо Берлусконі, який помер 12 червня 2023 року, залишив 30 мільйонів євро своєму колишньому товаришеві Делл'Утрі, а також його братові та партнеру. У своїх міркуваннях він згадував про любов, яку він мав до них, і про любов, яку вони виявляли до нього.